# Грушев (Яворовский район)
Грушев (укр. Грушів) — село в Яворовской городской общине Яворовского района Львовской области Украины.
Население по переписи 2001 года составляло 464 человека. Занимает площадь 1,327 км². Почтовый индекс — 81016. Телефонный код — 3259.

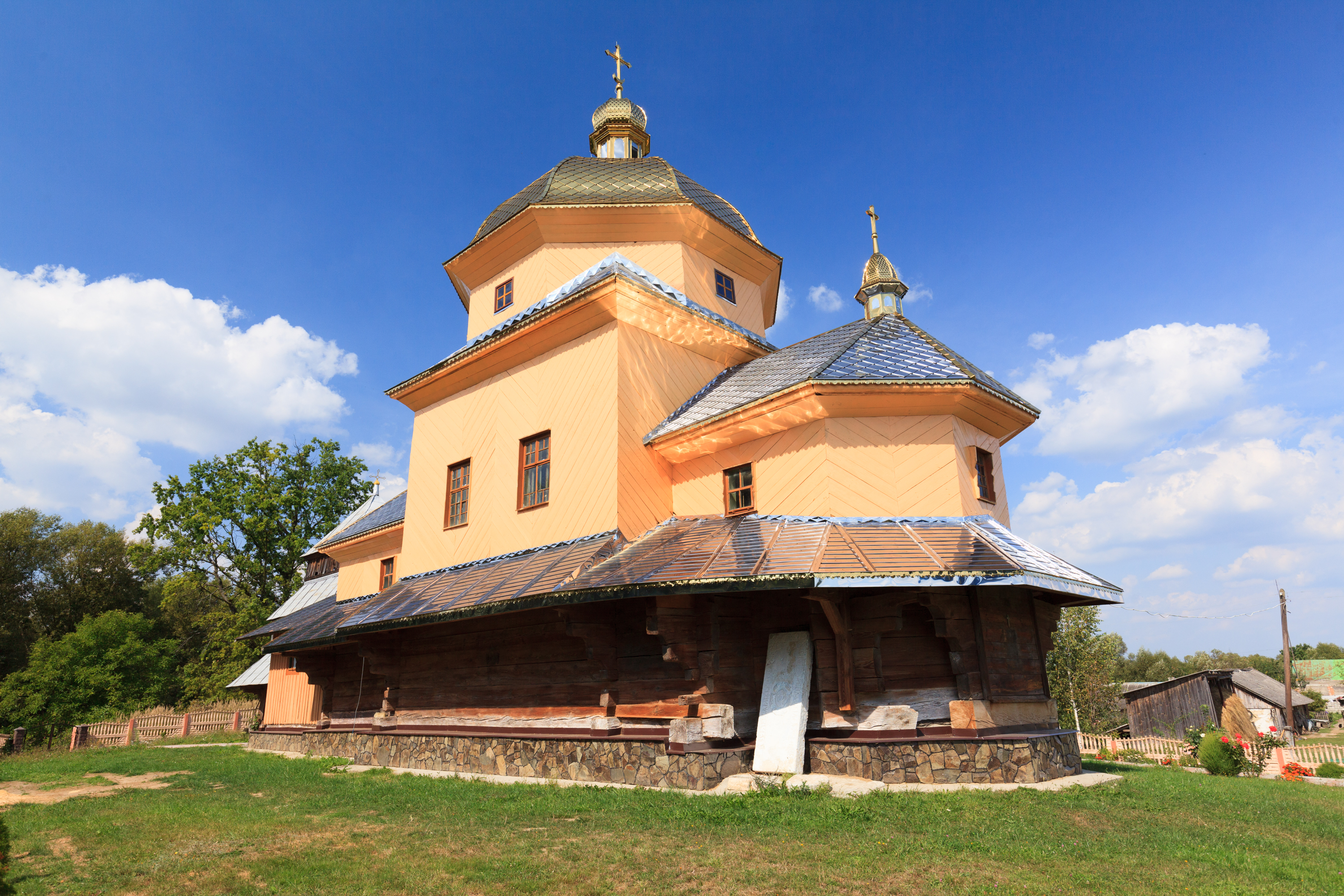
Михайловская церковь, 1715